# Oi Hockey Stadium
Das Oi Hockey Stadium (engl. für japanisch 大井ホッケー競技場 Ōi hokkē kyōgijō, deutsch ‚Hockeystadion Ōi‘) ist ein Hockeystadion in der japanischen Hauptstadt Tokio.
Das Stadion wurde für die Olympischen Sommerspiele 2020 errichtet. Hier wurden die Spiele der beiden Hockeyturniere ausgetragen.
Das Stadion liegt im Ōi futō chūō kaihin kōen (大井ふ頭中央海浜公園 ‚Ōi-Kai-Zentral-Ufer-Park‘, engl. unter anderem Ōi Futō Chūō Kaihin Park, Oi Wharf Central Seaside Park) an der Grenze zwischen Yashio im Bezirk Shinagawa und Tōkai im Bezirk Ōta. Die Bauarbeiten begannen im Januar 2018 und sollen im Juni 2019 abgeschlossen sein. Der Hauptplatz des Stadions liegt in Shinagawa, der Zweitplatz, der während der Olympischen Spiele 5000 Zuschauer bieten sollte, in Ōta.
Ōi war eine Stadt aus dem Landkreis Ebara, die 1932 in die Stadt Tokio eingemeindet wurde; der Park und das Stadion liegen auf Küsten-/Neulandgebiet vor der ehemaligen Stadt.